# Katarzyna (serial telewizyjny 1986)
Katarzyna (oryg. Catherine) – francuski serial telewizyjny oparty na motywach cyklu powieści Juliette Benzoni. Serial liczył 60 odcinków po około 26 minut każdy. Nakręcono go w 1986 na zlecenie francuskiego kanału Antenne 2. Premiera miała miejsce 19 marca 1986. Reżyserem była Marion Sarraut. W Polsce Katarzyna wyświetlana była od 2 kwietnia 1989 roku w TVP1 w postaci 15 odcinków po około 90 minut każdy. 
Serial opowiada historię Katarzyny Legoix (Claudine Ancelot) i jej miłości do braci Michaela i Arnauda de Montsalvy (Pierre-Marie Escourrou). Tło dla wątku miłosnego stanowiły realia Francji w pierwszej połowie XV wieku z okresu wojny stuletniej. Mimo sporej popularności serial nie doczekał się ponownej emisji najprawdopodobniej z powodu problemów z licencją. Obszerne fragmenty serialu można obecnie oglądać na serwisie YouTube.

## Film fabularny
Wcześniej w 1968 na podstawie pierwszego tomu przygód Katarzyny (Catherine – il suffit d'un amour) Juliette Benzoni nakręcono w koprodukcji francusko-włosko-zachodnioniemieckiej film fabularny pod tym samym tytułem (Catherine – Abenteuer und Leidenschaft im sinnesfrohen Paris – tytuł niem.). Reżyserem tego obrazu był Bernard Borderie. W roli Katarzyny wystąpiła Olga Georges-Picot, a Arnolda zagrał Roger Van Hool.